# Nile Niami
Nile Niami (nascido em 1968) é um produtor de cinema e promotor imobiliário americano. Ele desenvolveu giga-mansões em Bel Air e Holmby Hills.

## Vida precoce
Niami nasceu por volta de 1968 em Los Angeles, Califórnia. Ele foi criado por uma mãe solteira, uma professora de educação especial.

## Carreira
Niami começou sua carreira como produtor de cinema. Ele produziu 15 filmes, muitos deles filmes B, antes de começar a construir pequenos condomínios e reformar casas para vender.
Como incorporador imobiliário em Los Angeles, Niami construiu uma mansão em Holmby Hills, que vendeu por US $ 44 milhões a um comprador saudita. Ele construiu outra casa em Holmby Hills, que foi comprada pelo músico Sean Combs por US $ 39 milhões em 2014. Ele também contratou o arquiteto Paul McClean para construir uma casa para os gêmeos Winklevoss, Cameron e Tyler, em Bird Streets (ao norte de Sunset Boulevard). Além disso, ele construiu uma casa em Trousdale Estates, um bairro da cidade de Beverly Hills, com "uma mesa giratória de carro giratória, semelhante às dos showrooms de automóveis, que pode ser vista da sala de estar".
Niami construiu uma megamansão em Bel Air, também projetado por Paul McClean, que está listado no mercado imobiliário por US $ 340 milhões. Após oito anos de desenvolvimento, foi concluído em 2021. A construção atraiu a preocupação da Aliança Bel-Air proprietários. Seu presidente, Fred Rosen, sugeriu que a casa era tão grande que deveria ter sido "considerada um projeto comercial", sujeito a regulamentações habitacionais mais restritivas. É a residência particular mais cara dos Estados Unidos, e com 100.000 pés quadrados será uma das maiores residências particulares dos Estados Unidos.
Niami lançou o Wolfpack, um aplicativo móvel para homens solteiros que procuram amigos.

## Vida pessoal
Niami comprou a casa de Scooter Braun em Bel Air por US $ 9,5 milhões em julho de 2015.

## Filmografia

### Como produtor
- Galaxis (1995)
- T.N.T (1997)
- Point Blank (1998)
- O Patriota (1998)
- Ressurreição (1999)
- Justiça (1999)
- O Observador (2000)
- Camuflagem (2001)
- Torta (2001)